# Medalha Telford

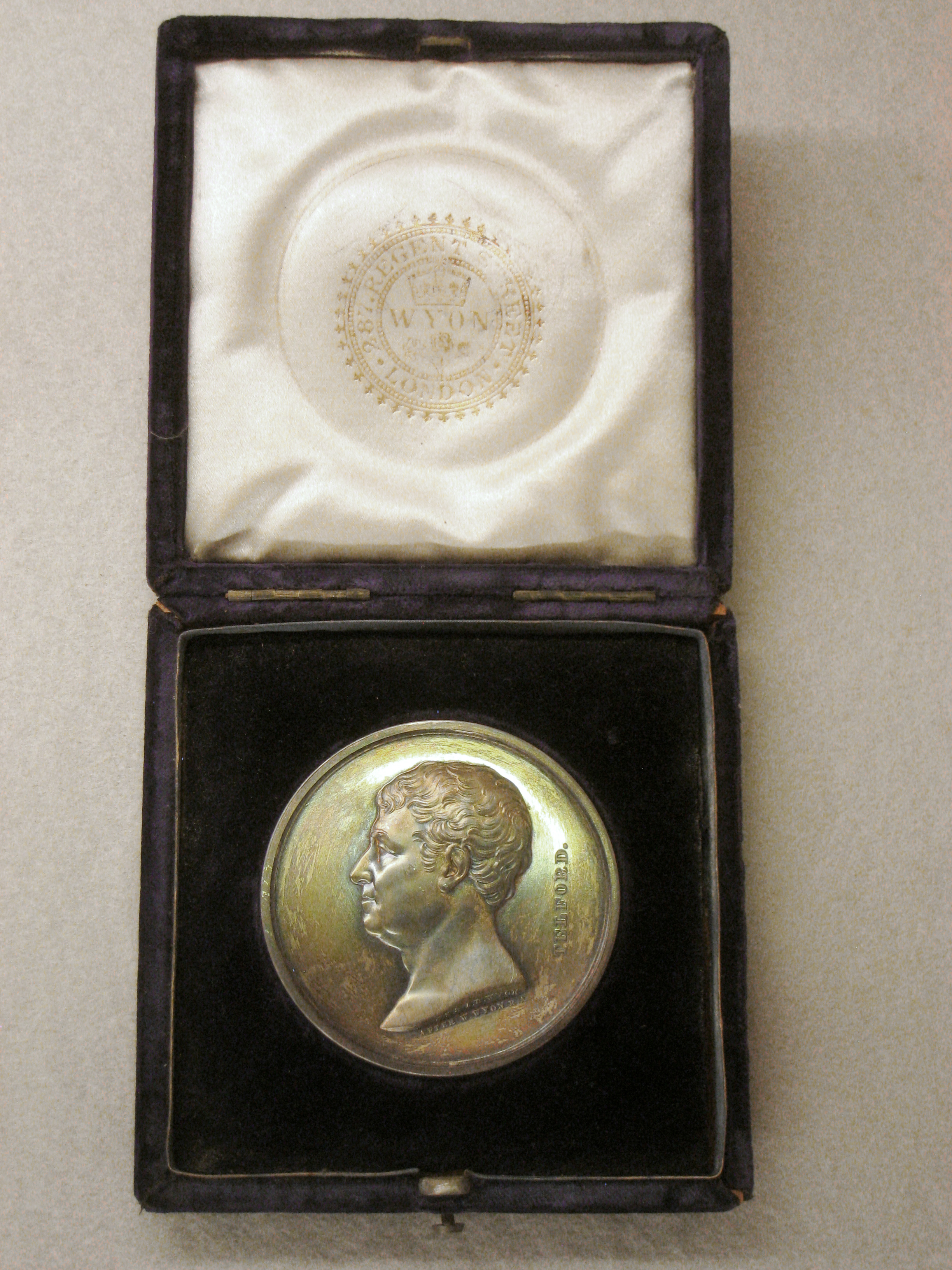
Medalha Telford, Museu do Canal do Lago Biwa, Quioto, Japão

A Medalha Telford (em inglês:  Telford Gold Medal) é o mais destacado prêmio da Institution of Civil Engineers (ICE) por um artigo ou série de artigos. Foi instituída em 1835 por um legado de Thomas Telford, o primeiro presidente da ICE.

## História
Em 1834 morreu o engenheiro civil e primeiro presidente da Institution of Civil Engineers de 1820 a 1834, Thomas Telford, deixando em seu testamento sua biblioteca ao Institution of Civil Engineers, bem como um legado de £ 2000, destinado para ser usado com o propósito de prêmios anuais. O conselho do instituto decidiu aplicar os prêmios de forma honorária a monetária, sendo os prêmios honorários denominados "Medalhas Telford", nas formas de ouro, prata e bronze. Candidatos adequados para os prêmios foram autores de desenhos, modelos, diagramas ou ensaios relativos à engenharia civil ou qualquer novo equipamento de invenção relativa a engenharia pesquisa em geral, considerado o mais seminal e influente. Os prêmios deveriam ser abertos a ingleses e estrangeiros de forma igual. Após a provisão para a Medalha Telford, a renda restante é usada para até quatro prêmios anuais para trabalhos apresentados à Instituição.
O prêmio inaugural em ouro foi concedido em junho de 1837 a John Timperley por seu estudo sobre a história e construção do cais do Porto de Kingston upon Hull, publicado no volume 1 do "Transactions of the Institution of Civil Engineers". A medalha mostram uma imagem de Telford de um lado, tendo no outro lado uma ilustração de sua Ponte Suspensa Menai. John Benjamin Macneill, James Meadows Rendel, Michael A. Borthwick, Peter William Barlow e Benedetto Albano receberam medalhas de prata na mesma sessão.

## Recipientes
Observação: Esta lista está incompleta.
- 1836 "Particulars on the construction of Lary bridge" - James Rendel[4]
- 1838 "Particulars of the construction of a floating bridge across the Hamoaze [Tamar]" - James Rendel[4]
- 1842 Stephen Ballard (1804–1890)[5]
- 1849 Alexander Mitchell  'A simple means of constructing durable lighthouses in deep water in shifting sands'.[6]
- 1852 "On the application of machinery to the manufacture of rotating breech firearms" - Samuel Colt (Prata)[7][8]
- 1859 On the coefficients of elasticity and rupture in wrought iron - Robert Mallet[9]
- 1866 Matthew Digby Wyatt[10]
- 1869 "The public works of the province of Canterbury, New Zealand." - Edward Dobson[11]
- 1872 "The Value of Water and its Storage and Distribution in Southern India" - George Gordon[12]
- 1874 Bindon Blood Stoney (1828 – 1909)[13]
- 1934 "The Sydney Harbour Bridge, and its Approaches", John Bradfield.[14]
- 1935 B. M. Hellstrom (London)[15]
- 1955 "For the Assembly Hall, Filton, built for the manufacture of the Bristol Brabazon airliner Terence Patrick O'Sullivan[16]
- 1968 Geoffrey Binnie[17]
- 1969 "The influence of geological features of clay deposits on the design and performance of sand drains",[18] and "Failure of foundations and slopes on layered deposits in relation to site investigation practice",[19] to P. W Rowe,
- 1987 Rodney Charles BRIDLE Empingham dam.[20]
- 1991 David Potts[21]
- 1993 "Strengthening and Refurbishmentof The Severn Crossing", A R Flint, (joint winner).[22] Part 2: Design[23]
- 1994 "The landslide of cortes de Pallas Spain. A case Study" Alonso, E., A. Gens y A. Lloret (1992)  Géotechnique, 42(4). [24]
- 1995 "Overcoming Ground Difficulties At Tooting Bec".  R P J Clarke, C N P Mackenzie,[25]
- 1998 David Potts[21]
- 1999 Doug Oakervee[26]
- 2000 Professor Scott Sloan, ARC Centre of Excellence in Geotechnical Science and Engineering, University of Newcastle, NSW, Australia, Hai-Sui Yu Professor of Geotechnical Engineering and Executive Dean of the Faculty of Engineering at the University of Nottingham[27]
- 2001 "Measurement and analysis of temporary prop loads at Canary Wharf underground station, east London" - Melanie Batten and William Powrie[28]
- 2002 "Effect of strength anisotropy on the behaviour of embankments on soft ground" - Zdravkovic L., Potts D.M. & Hight D.W.[29]
- 2003 The effect of strength anisotropy on the behaviour of embankments on soft ground David Potts, David Hight and Lidija Zdravkovic[21]
- 2004 “Coupling of hydraulic hysteresis and stress-strain behavior in unsaturated soils” Simon Wheeler -University of Glasgow, Dr Radhey Sharma - Iowa State University, and Marc Buisson - Sogreah Consultants, France, [30]
- 2005 “Conveyance of a managed vegetated two-stage river channel”  - Emeritus Professor Robert Sellin and David van Beesten[31]
- 2006 "Aznalcóllar Dam failure" - Gens, A. and Alonso, E. E.[32]
- 2007 Scott Sloan
- 2008 Doug Oakervee[33]
- 2009 "Generation and alleviation of sonic booms from railway tunnels" Alan Vardy[34]
- 2010 "Wireless sensor networks: creating 'smart infrastructure'" - Professor Kenichi Soga, Dr. Campbell Middleton and Paul Fidler[35]
- 2011 "The safety of masonry buttresses" - Santiago Huerta[36]
- 2012 The Accelerator Driven Thorium Reactor Power Station Victoria Ashley Roger Ashworth John Earp & David Coates (joint)[37]